# Abierto de Brasil (golf)
El Abierto de Brasil o Aberto do Brasil es un torneo de golf anual que se celebra en Brasil. Fue fundada en 1945 y fue un evento del Tour de las Américas en varias ocasiones, la última en 2005. Ahora es un evento del PGA Tour Latinoamérica.

## Historia
Hasta principios de la década de 1980, el torneo fue una parada popular para muchos de los mejores profesionales del mundo y puede presumir de los principales ganadores Sam Snead, Billy Casper, Gary Player, Raymond Floyd, Jerry Pate y Hale Irwin, además de las superestrellas del golf sudamericano como Roberto De Vicenzo y Ángel Cabrera, entre su palmarés.
El jugador más exitoso sigue siendo Mário González, que ganó un total de ocho títulos, incluidos siete de los nueve entre 1946 y 1955 (no se celebró ningún torneo en 1947).
En 2000 durante el marco de las celebraciones del 500 aniversario del descubrimiento de Brasil por Pedro Álvares Cabral, el Tour Europeo incluyó en su agenda los torneos de São Paulo y Río de Janeiro. Al año siguiente, el evento de São Paulo se incluyó nuevamente en el calendario europeo y se tituló de manera algo confusa como el São Paulo Brazil Open.

## Ganadores
| Año  | Sede                      | Ganador                                                                              | Puntaje       | Margen de victoria | Segundo(s)                                                                                            | Ref           |               |
| ---- | ------------------------- | ------------------------------------------------------------------------------------ | ------------- | ------------------ | --- | ------------- | ------------- |
| 2019 | Fazenda Boa Vista         | Shad Tuten                                                                           | 263 (−21)     | 2 golpes           | Patrick Flavin Patrick Newcomb                                                                        |               |               |
| 2018 | Fazenda Boa Vista         | Marcelo Rozo                                                                         | 264 (−20)     | 1 golpe            | Harrison Endycott Chase Hanna                                                                         | [ 2 ]         |               |
| 2017 | Campo Olímpico            | Rodolfo Cazaubón                                                                     | 267 (−17)     | 6 golpes           | Óscar Fraustro José de Jesús Rodríguez                                                                | [ 3 ]         |               |
| 2016 | Campo Olímpico            | Jorge Fernández-Valdés                                                               | 280 (−4)      | 2 golpes           | Corey Conners Brad Hopfinger Mito Pereira                                                             | [ 4 ]         |               |
| 2015 | Itanhangá GC              | Alexandre Rocha                                                                      | 267 (−17)     | Playoff            | Kent Bulle Keith Mitchell                                                                             | [ 5 ]         |               |
| 2014 | Gavea G&CC                | Rafael Becker                                                                        | 262 (−14)     | 3 golpes           | Ariel Cañete Joel Dahmen                                                                              | [ 6 ]         |               |
| 2013 | Gavea G&CC                | Ryan Blaum                                                                           | 265 (−11)     | Playoff            | Alan Wagner                                                                                           | [ 7 ]         |               |
| 2012 | São Fernando GC           | Clodomiro Carranza                                                                   | 269 (−15)     | Playoff            | José de Jesús Rodríguez                                                                               | [ 8 ]         |               |
| 2011 | São Fernando GC           | Óscar David Álvarez                                                                  | 275 (−9)      | 1 golpe            | César Costilla Sebastián Fernández                                                                    | [ 9 ]         |               |
| 2010 | Alphaville Graciosa Clube | Marco Ruiz                                                                           | 269 (−19)     | 3 golpes           | Felipe Navarro (Am)                                                                                   | [ 10 ]        |               |
| 2009 | No se realizó             | No se realizó                                                                        | No se realizó | No se realizó      | No se realizó                                                                                         | No se realizó | No se realizó |
| 2008 | Damha GC                  | Rafael Barcellos                                                                     | 280           |                    | Alessandro Fabietti                                                                                   |               |               |
| 2007 | No se realizó             | No se realizó                                                                        | No se realizó | No se realizó      | No se realizó                                                                                         | No se realizó | No se realizó |
| 2006 | No se realizó             | No se realizó                                                                        | No se realizó | No se realizó      | No se realizó                                                                                         | No se realizó | No se realizó |
| 2005 | Costa do Sauípe GL        | Miguel Guzmán                                                                        | 275 (−13)     | 7 golpes           | Mauricio Molina Eduardo Argiro                                                                        | [ 11 ]        |               |
| 2004 | Costa do Sauípe GL        | Philippe Gasnier                                                                     | 278 (−10)     | 2 golpes           | Rafael Barcellos                                                                                      | [ 12 ]        |               |
| 2003 | São Fernando GC           | Carlos Franco                                                                        | 281 (−3)      | Playoff            | Eduardo Argiró                                                                                        | [ 13 ]        |               |
| 2002 | No se realizó             | No se realizó                                                                        | No se realizó | No se realizó      | No se realizó                                                                                         | No se realizó | No se realizó |
| 2001 | São Paulo GC              | Carlos Franco                                                                        | 273 (−11)     | 4 golpes           | Miguel Guzmán                                                                                         | [ 14 ]        |               |
| 2000 | Guarapiranga G&CC         | Jesús Amaya                                                                          | 274 (−6)      | Playoff            | Shannon Sykora                                                                                        | [ 15 ]        |               |
| 1999 | São Paulo GC              | Ángel Cabrera                                                                        | 267 (–17)     | Playoff            | Eduardo Romero                                                                                        | [ 16 ]        |               |
| 1998 | São Paulo GC              | Ángel Cabrera                                                                        | 265 (−19)     | 7 golpes           | Eduardo Romero                                                                                        | [ 17 ]        |               |
| 1997 | No se realizó             | No se realizó                                                                        | No se realizó | No se realizó      | No se realizó                                                                                         | No se realizó | No se realizó |
| 1996 | Clube Curitibano          | Ruberlei Felizardo                                                                   |               |                    | |               |               |
| 1995 | São Paulo GC              | Eduardo Pesenti (Am)                                                                 | 273           | 6 golpes           | Ruberlei Felizardo                                                                                    | [ 18 ]        |               |
| 1994 | No se realizó             | No se realizó                                                                        | No se realizó | No se realizó      | No se realizó                                                                                         | No se realizó | No se realizó |
| 1993 | São Paulo GC              | Eduardo Caballero                                                                    |               |                    | |               |               |
| 1992 | Clube Curitibano          | Ricardo Mechereffe                                                                   |               |                    | |               |               |
| 1991 | Itanhangá GC              | Ángel Franco                                                                         | 279 (−9)      | 1 golpe            | Raúl Fretes                                                                                           | [ 19 ]        |               |
| 1990 | São Paulo GC              | Pedro Martínez                                                                       | 271           | 5 golpes           | Carlos Franco                                                                                         | [ 20 ]        |               |
| 1989 | No se realizó             | No se realizó                                                                        | No se realizó | No se realizó      | No se realizó                                                                                         | No se realizó | No se realizó |
| 1988 | Gavea G&CC                | Carlos Larrain (Am)                                                                  | 266 (−6)      | 4 golpes           | Vicente Fernández Pedro Martínez                                                                      | [ 21 ]        |               |
| 1987 | No se realizó             | No se realizó                                                                        | No se realizó | No se realizó      | No se realizó                                                                                         | No se realizó | No se realizó |
| 1986 | São Fernando GC           | Eduardo Caballero                                                                    | 277           | 2 golpes           | Phil Harrison                                                                                         | [ 22 ]        |               |
| 1985 | Gavea G&CC                | Robert Lee                                                                           | 272 (E)       | 1 golpe            | Eduardo Romero Ronan Rafferty Miguel Ángel Martín Adan Sowa Horacio Carbonetti                        | [ 23 ]        |               |
| 1984 | Itanhangá GC              | Vicente Fernández                                                                    | 277 (−11)     | 4 golpes           | Jeff Hart                                                                                             | [ 24 ]        |               |
| 1983 | São Paulo GC              | Vicente Fernández                                                                    | 275 (−9)      | 1 golpe            | Mark James                                                                                            | [ 25 ]        |               |
| 1982 | Gavea G&CC                | Hale Irwin                                                                           | 265 (−7)      | 2 golpes           | Curtis Strange Manuel Calero                                                                          | [ 26 ]        |               |
| 1981 | Itanhangá GC              | Tom Sieckmann                                                                        | 284 (−4)      | 1 golpe            | Jaime Gonzalez                                                                                        | [ 27 ]        |               |
| 1980 | São Fernando GC           | Jerry Pate                                                                           | 274 (−10)     | Playoff            | Manuel Piñero                                                                                         | [ 28 ] [ 29 ] |               |
| 1979 | Gavea G&CC                | Fidel de Luca                                                                        | 270 (−2)      | Playoff            | Roberto De Vicenzo                                                                                    | [ 30 ]        |               |
| 1978 | São Paulo GC              | Raymond Floyd                                                                        | 277 (−7)      | 5 golpes           | Vicente Fernández Steve Martin                                                                        | [ 31 ]        |               |
| 1977 | São Paulo GC              | Vicente Fernández                                                                    | 274 (−10)     | 3 golpes           | Lou Graham Manuel Piñero                                                                              | [ 32 ] [ 33 ] |               |
| 1976 | Porto Alegre CC           | Juan Quinteros                                                                       | 279 (−1)      | Playoff            | Roberto De Vicenzo                                                                                    | [ 34 ]        |               |
| 1975 | São Paulo GC              | Priscillo Diniz                                                                      | 274 (−10)     | Playoff            | Lanny Wadkins                                                                                         | [ 35 ]        |               |
| 1974 | Gavea G&CC                | Gary Player                                                                          | 267 (−9)      | 5 golpes           | Mark Hayes                                                                                            | [ 37 ]        |               |
| 1973 | São Fernando GC           | Roberto De Vicenzo                                                                   | 279 (−1)      | 4 golpes           | Dale Hayes                                                                                            | [ 38 ]        |               |
| 1972 | Gavea G&CC                | Gary Player                                                                          | 270 (−6)      | 10 golpes          | Steve Melnyk                                                                                          | [ 39 ]        |               |
| 1971 | Itanhangá GC              | Bruce Fleisher                                                                       | 280           | Playoff            | Jaime Gonzalez                                                                                        | [ 40 ]        |               |
| 1970 | São Paulo GC              | Bert Greene                                                                          | 276 (−8)      | 4 golpes           | Florentino Molina Roberto De Vicenzo Bob Stanton                                                      | [ 41 ]        |               |
| 1969 | Porto Alegre CC           | Mário Gonzalez                                                                       | 280           | 1 golpe            | Roberto De Vicenzo                                                                                    | [ 42 ]        |               |
| 1968 | São Fernando GC           | [[Archivo:{{{bandera alias-1947}}}\|20x20px\|border\|Bandera de Japón]] Takaaki Kono | 282 (+2)      | 5 golpes           | [[Archivo:{{{bandera alias-1947}}}\|20x20px\|border\|Bandera de Japón]] Kenji Hoshoishi Hugh Baiocchi | [ 43 ]        |               |
| 1967 | Itanhangá GC              | Raúl Travieso                                                                        | 281 (−7)      | 5 golpes           | Jorge Ledesma                                                                                         | [ 44 ]        |               |
| 1966 | São Paulo GC              | Rex Baxter                                                                           | 277 (−7)      | 5 golpes           | Ramón Sota                                                                                            | [ 45 ]        |               |
| 1965 | Gavea G&CC                | Ramón Sota                                                                           | 268 (−4)      | Playoff            | Gene Littler                                                                                          | [ 46 ]        |               |
| 1964 | São Fernando GC           | Roberto De Vicenzo                                                                   | 285           | Playoff            | Elcido Nari                                                                                           | [ 47 ]        |               |
| 1963 | Itanhangá GC              | Roberto De Vicenzo                                                                   | 279 (−9)      | 5 golpes           | Dave Thomas                                                                                           | [ 48 ]        |               |
| 1962 | São Paulo GC              | Bernard Hunt                                                                         | 273 (−11)     | 5 golpes           | Dave Thomas                                                                                           | [ 49 ]        |               |
| 1961 | Gavea G&CC                | Peter Alliss                                                                         | 272 (E)       | 4 golpes           | Mário Gonzalez                                                                                        | [ 50 ] [ 51 ] |               |
| 1960 | São Paulo GC              | Roberto De Vicenzo                                                                   | 271 (−13)     | 3 golpes           | Mike Souchak                                                                                          | [ 52 ]        |               |
| 1959 | Gavea G&CC                | Billy Casper                                                                         | 268 (−4)      | 6 golpes           | Mário Gonzalez                                                                                        | [ 53 ]        |               |
| 1958 | São Paulo GC              | Billy Casper                                                                         | 270 (−14)     | 9 golpes           | Leopoldo Ruiz                                                                                         | [ 54 ]        |               |
| 1957 | Itanhangá GC              | Roberto De Vicenzo                                                                   | 281           | 8 golpes           | Leopoldo Ruiz                                                                                         | [ 55 ]        |               |
| 1956 | São Paulo GC              | Fidel de Luca                                                                        | 278           | 2 golpes           | Antonio Cerdá                                                                                         | [ 56 ]        |               |
| 1955 | Gavea G&CC                | Mário Gonzalez                                                                       | 275           | 6 golpes           | Arturo Soto                                                                                           | [ 57 ]        |               |
| 1954 | São Paulo GC              | Roberto De Vicenzo                                                                   | 277           | 4 golpes           | Mário Gonzalez                                                                                        | [ 58 ]        |               |
| 1953 | Gavea G&CC                | Mário Gonzalez                                                                       | 270           |                    | Martin Pose                                                                                           |               |               |
| 1952 | São Paulo GC              | Sam Snead                                                                            | 267           | 12 golpes          | Ricardo Rossi                                                                                         | [ 59 ]        |               |
| 1951 | Gavea G&CC                | Mário Gonzalez                                                                       | 272           | 3 golpes           | Roberto De Vicenzo                                                                                    | [ 60 ]        |               |
| 1950 | São Paulo GC              | Mário Gonzalez                                                                       | 270           |                    | Roberto De Vicenzo                                                                                    |               |               |
| 1949 | Gavea G&CC                | Mário Gonzalez                                                                       | 269           |                    | Roberto De Vicenzo                                                                                    |               |               |
| 1948 | São Paulo GC              | Mário Gonzalez                                                                       | 270           | 2 golpes           | Frank Stranahan                                                                                       | [ 61 ]        |               |
| 1947 | No se realizó             | No se realizó                                                                        | No se realizó | No se realizó      | No se realizó                                                                                         | No se realizó | No se realizó |
| 1946 | São Paulo GC              | Mário Gonzalez                                                                       | 274           | 1 golpe            | Roberto De Vicenzo                                                                                    |               |               |
| 1945 | Gavea G&CC                | Martin Pose                                                                          | 275           | 2 golpes           | Roberto De Vicenzo                                                                                    | [ 62 ]        |               |